# Bochum-Nord
Bochum-Nord è il terzo distretto urbano della città tedesca di Bochum.